# Folchardus

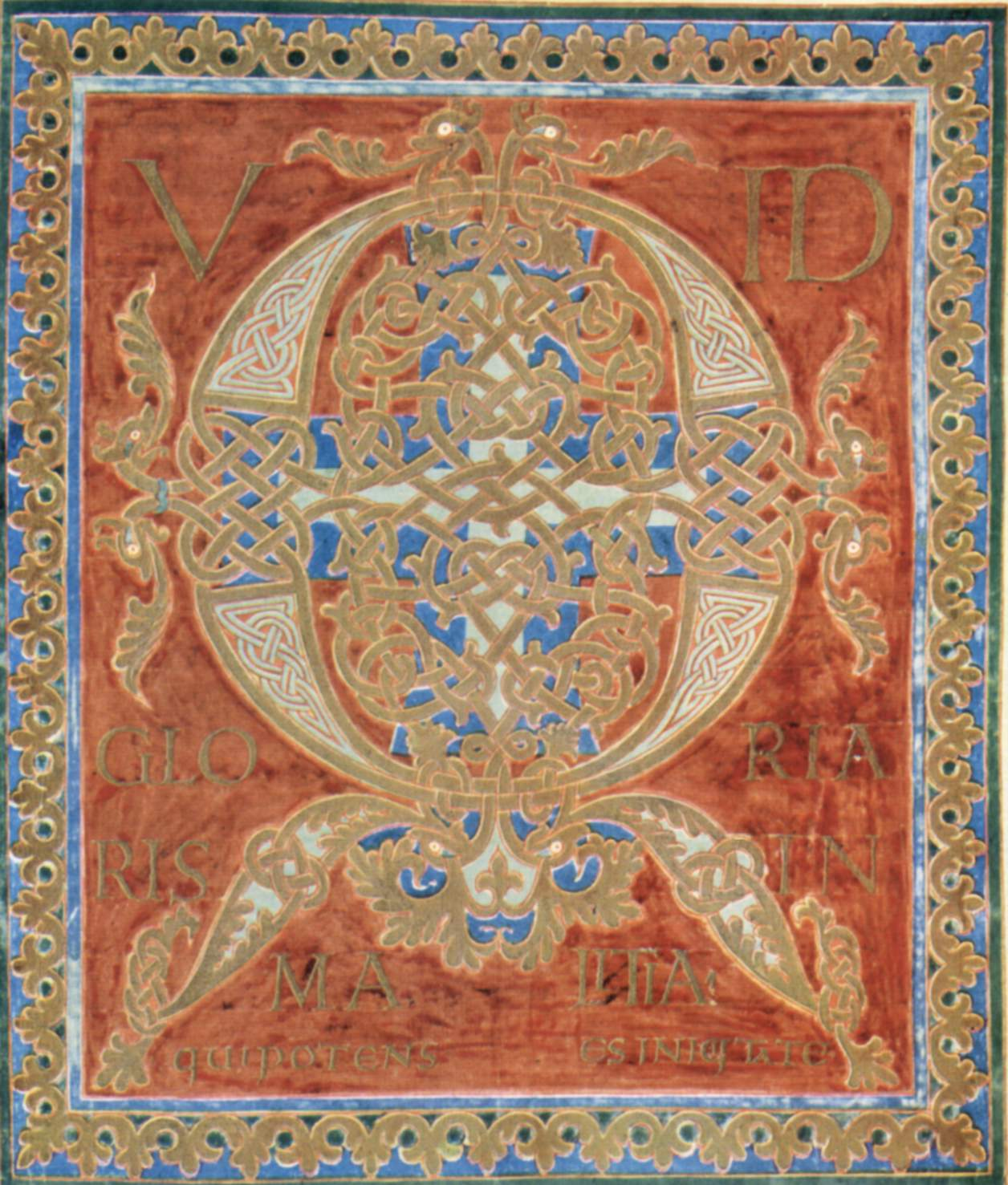
Q-Initiale, Q(uid gloriaris ...), Folchart-Psalter, S. 135

Folchardus (auch Folchart; urkundlich von 849/854 bis 899) war ein Mönch des Klosters St. Gallen. Er war namensgebend für den Folchart-Psalter, der um 880 als erste Prachthandschrift des Klosters entstand.

## Leben und Wirken
Folchardus wurde 858 als Subdiakon bezeugt und war spätestens 860 Diakon. Von 869 bis 878 war er als Aussenpropst im Zürich- und Thurgau tätig. Spätestens 882 wurde er als Dekan Stellvertreter des Abts.
Der Folchart-Psalter nennt in einer Inschrift auf den Doppel-Zierseiten 26/27 die Namen Hartmut und Folchardus: «Hunc praeceptoris Hartmoti iussa secutus / Folchardus studuit rite patrare librum» (Dieses Buch hat, den Willen des Lehrers Hartmut befolgend / Folchart nach rechter Art zu vollenden sich gerne bemüht). Über die Nennung von Hartmut als «praeceptor» kann der Psalter auf seine Amtszeit als Abt des Klosters (872–883) datiert werden. Der Abt Hartmut und Folchardus wurden in der Dedikation des Werks auf Seite 12 zu beiden Seiten der Christusbüste im Blätterkelch dargestellt. Folchardus wird das Konzept der spätkarolingischen Bilderhandschrift zugeschrieben, unwahrscheinlicher ist, dass er geschrieben oder den Codex illuminiert hat. Als «Spitzenwerk» der «Luxushandschrift» gilt die Q-Initiale zu Psalm 51 (52). Sie zeigt auf Seite 135 ein eingeschriebenes Kreuz.
Für Christoph Eggenberger bleibt Folchardus «in merkwürdiger Dunkelheit», da ihn Ekkehard IV. in den Casus sancti Galli unerwähnt lässt.

## Belege
1. 1 2 3  Christoph Eggenberger: Folchardus. In: Historisches Lexikon der Schweiz.  28. Januar 2005.

| Personendaten    | Personendaten    |
| ---------------- | ---------------- |
| NAME             | Folchardus       |
| ALTERNATIVNAMEN  | Folchart         |
| KURZBESCHREIBUNG | St. Galler Mönch |
| GEBURTSDATUM     | 9. Jahrhundert   |
| STERBEDATUM      | 9. Jahrhundert   |